# Mountain View (Kalifornija)
Mountain View je naseljeno područje za statističke svrhe u američkoj saveznoj državi Kalifornija. Prema popisu stanovništva iz 2010. u njemu je živjelo 2.372 stanovnika.